# Smarty.cz
Smarty CZ a.s. je internetový obchod s kamennými prodejnami působící v Česku a na Slovensku. Zaměřuje se na prodej spotřební elektroniky a produktů z herního průmyslu, jako jsou herní konzole, konzolové hry, společenské hry, merchandise, herní příslušenství v České republice. Smarty od roku 2022 provozuje i stejnojmennou síť kamenných prodejen Smarty.cz ve spojení s herní společností JRC, kterou firma v roce 2021 odkoupila.
Společnost Smarty.cz na trhu působí již od roku 2012, kdy konkrétně 4. 6. 2012 spustila e-shop s nabídkou chytrých zařízení. Zakladatelem a majitelem společnosti je Ing. Petr Syrůček, který se aktivně podílí na chodu celé firmy.

## Historie
Smarty vzniklo v roce 2012 a o dva roky později otevřelo svou první kamennou prodejnu v centru Prahy s názvem Smarty Store, což byl předchůdce současných Smarty.cz prodejen.
Součástí Smarty je také B2B divize, která se stará o partnery a firemní zákazníky. V roce 2021 B2B divize vyrostla o 35 % s obratem přesahujícím miliardu korun.
V roce 2020 získalo Smarty od Heureka ocenění Shop roku 2019 v kategorii Mobily a GPS. Další ocenění získalo od společnosti HP Partner roku, kdy se stalo vítězem v kategorii Reseller HP s největším meziročním nárůstem hardware.
V roce 2021 společnost představila své vlastní PC sestavy a vznikla tak nová značka herních počítačů TIGO, které sestavuje na základě potřeb zákazníků.
V roce 2021 došlo k odkoupení společnosti JRC a slovenské společnosti Brloh. O rok později, v roce 2022, vznikl nový slogan a komunikace: „Odteď hrajeme společně“, jež má symbolizovat pouto, které mezi sebou chytrá elektronika a gaming mají. Tímto spojením se firma rozrostla o nové zaměstnance, 43 kamenných prodejen a podařilo se jí meziročně navýšit obrat JRC o 50 %.
Začátek roku 2022 patřil marketingové strategii doprovázené sloganem „Stačí pípnout“, která podtrhuje logo společnosti, komunikaci a celkový přístup firmy. Později, dne 7. 5. 2022, Smarty otevřelo první Smarty.cz prodejnu svého druhu v Praze v OC EUROPARK s novým konceptem nakupování, který spojuje svět chytré elektroniky a gamingu.
Na své jubileum, 10 let od založení firmy, rozšířilo Smarty autorizovaný servis zařízení o různé značky mobilů, tabletů, konzolí i ovladačů a zároveň otevřelo svou druhou prodejnu v Praze v OC Arkády. Obrat překonal 4,2 miliardy korun, což je o 30 % více než v roce 2021.
V březnu 2023 rozšířilo Smarty své působení také na Slovensko. První prodejnou se stala Smarty.sk prodejna v Bratislavě v OC Avion Shopping Park. Ve stejný čas došlo také k prvnímu spuštění e-shopu Smarty.sk, který obdobně jako Smarty.cz prodává produkty z chytré elektroniky a herního světa různých značek.
Do konce roku 2024 plánuje[potřebuje aktualizovat] Smarty otevřít těchto prodejen po celé České republice celkem 40 a naplnit tak cíl, který si v roce 2022 stanovila.

## Vystupování navenek
K roku 2022 vystupuje společnost Smarty v novém konceptu pixelového zobrazení. Pixel je pomyslný spojovací prvek pro komunikaci se světem fanoušků chytrých technologií a se světem hráčů, kdy každý produkt, který společnost prodává, v sobě ukrývá pixely. Ať už se jedná o mobilní telefon, notebook, obrazovku či hru. Koncept propojení světa chytré elektroniky a gamingu byl takto převeden do reálné formy v podobě černobílého designu prodejny.